# Fonds national des solidarités actives
Le Fonds national des solidarités actives (FNSA) est un ancien fonds français qui avait pour rôle le cofinancement du revenu de solidarité active (RSA), aux côtés des conseils généraux. Il a été créé par la loi no 2008-1249 du 1er décembre 2008 généralisant le RSA. Le FNSA finançait également chaque année la prime de Noël pour les bénéficiaires du RSA. Il a été supprimé en 2017.

## Historique
Le FNSA dispose en 2009 d'une dotation budgétaire de 550 millions d'euros. Il a aussi 1,430 milliard d'euros de ressources provenant de la contribution additionnelle de 1,1 % sur les revenus du capital. L'ensemble des revenus d'épargne sont également concernés (assurance-vie, dividendes, revenus fonciers, plus-values) à l'exception du livret A et du livret de développement durable, livret jeune et livret d'épargne populaire.
Conformément au décret d'application du 9 janvier 2009, la Caisse des dépôts et consignations est chargée :
- de recevoir les recettes du FNSA, d'assurer le reversement des fonds aux caisses d'allocations familiales (CAF) au travers du circuit de l'Agence centrale des organismes de sécurité sociale (ACOSS) ;
- de placer la trésorerie du fonds et d'en tenir la comptabilité ;
- de rendre compte à son conseil de gestion.

Le FNSA, dont les missions étaient réduites à la suite de la création de la prime d'activité, a été supprimé par l'article 152 de la loi de finances pour 2017, ses missions restantes étant transférées au budget de l'État,.